# 過激派保守主義
過激派保守主義（かげきはほしゅしゅぎ、英語: Radical conservatism）または保守強硬派（ほしゅきょうこうは）は、21世紀に登場した極右的な保守主義を指す。
過激派保守主義者は移民が国家主権や伝統、文化を破壊するものと考え、グローバリズム・多文化主義に反対し、欧州においては特にイスラム教に対して強硬な姿勢をとる傾向にあり、排外主義や同化政策を支持し、また自らを「保守主義者」と自認する。

## アメリカ
アメリカの2大政党制の一翼を担う共和党では、ドナルド・トランプを中心としたトランプ派（保守強硬派）が影響を拡大させている。

## 韓国
尹錫悦が非常戒厳を発令したきっかけには韓国の過激保守YouTuberからの影響が指摘されている

## 代表例
日本
- 日本第一党（旧在日特権を許さない市民の会）
- 主権回復を目指す会
- 参政党[9][10]
- 日本保守党
- 大日本愛国党
- 桜井誠 (活動家)
- 瀬戸弘幸
- 西村修平
- 杉田水脈[11]
- 小川榮太郎[11]
- 三浦瑠麗[11]
- ネット右翼[12]

 フランス
- エリック・ゼムール
- 再征服

 イタリア
- 同盟

 ロシア
- ウラジーミル・プーチン
- 統一ロシア

 ドイツ
- ドイツのための選択肢

 アメリカ合衆国
- ドナルド・トランプ[13]
- スティーブン・ミラー
- ローレン・ボーベルト
- オルタナ右翼

 オランダ
- 自由党 (オランダ)

 イラン
- サイード・ジャリリ[14]